# Кварцдиорит
Кварцдиорит је дубинска кисела магматска стена. Одликује се мањим садржајем кварца у односу на гранит, гранодиорит и кварцмонцонит, као и потпуним одсуством алкалног фелдспата. На тај начин, кварцдиорит представља прелаз од киселих ка интермедијарним магматским стенама. Настаје кристализацијом магме у дубљим деловима Земљине коре.
Минерали који изграђују кварцдиорит су:
- кварц,
- интермедијарни плагиоклас,
- бојени минерал, најчешће из групе лискуна.

Структура кварцдиорита је зрнаста, што представља карактеристику типичних дубинских магматских стена. Текстура је масивна.